# Albeck, Kärnten
Albeck  är en kommun  i Österrike. Den ligger i distriktet Feldkirchen i förbundslandet Kärnten. Kommunens huvudort är Sirnitz.
Kommunen består av 32 orter (Ortschaften) (inom parentes invånarantal 1 januari 2024):

- Albeck Obere Schattseite (19)
- Albeck Untere Schattseite (22)
- Benesirnitz (86)
- Egarn (13)
- Frankenberg (27)
- Grillenberg (62)
- Hochrindl (49)
- Hochrindl-Alpl (22)
- Hochrindl-Kegel (55)
- Hochrindl-Tatermann (17)
- Hofern (31)
- Holzern (1)
- Kalsberg (46)
- Kogl (10)
- Kruckenalm (0)
- Lamm (13)
- Leßnitz (3)
- Neualbeck (14)
- Oberdörfl (27)
- Obereggen (4)
- Seebachern (0)
- St. Ruprecht (26)
- Sirnitz (298)
- Sirnitz-Schattseite (27)
- Sirnitz-Sonnseite (7)
- Sirnitz-Winkl (18)
- Spitzwiesen (20)
- Stron (21)
- Unterdörfl (14)
- Untereggen (14)
- Weitental (0)
- Wippa (9)